# Козлов, Андрей Валерьевич (спортсмен)
Андрей Валерьевич Козлов (род. 27 сентября 1982) — российский штангист, чемпион и призёр чемпионатов России, обладатель и призёр Кубков России, бронзовый призёр чемпионатов Европы и мира в толчке, мастер спорта России международного класса.
В 2009 году на чемпионате мира занял 7-е место (180 + 231 = 411 кг). На чемпионате мира следующего года стал 6-м (190 + 230 = 420 кг). На чемпионате Европы 2012 года показал результат 422 кг (187 + 235) и стал четвёртым в итоговом зачёте.

## Спортивные результаты
- Чемпионат России по тяжёлой атлетике 2005 года — ;
- Кубок России и чемпионат в отдельных упражнениях 2007 года — ;
- Кубок России по тяжёлой атлетике 2008 года — ;
- Чемпионат России по тяжёлой атлетике 2009 года — ;
- Кубок России по тяжёлой атлетике 2009 года — ;
- Чемпионат России по тяжёлой атлетике 2010 года — ;
- Кубок России по тяжёлой атлетике 2010 года — ;
- Чемпионат России по тяжёлой атлетике 2011 года — ;
- Кубок России по тяжёлой атлетике 2011 года — ;
- Кубок России по тяжёлой атлетике 2012 года — ;
- Чемпионат ЦФО России по тяжёлой атлетике 2015 года — ;